# Коритне (Вижницький район)
Кори́тне — село у Банилівській сільській громаді Вижницького району Чернівецької області України. Населення становить 2396 осіб.

## Назва
Офіційна назва села - Коритне. Однак серед місцевих мешканців село також називають Вилавчем. Ця назва походить від місця розташування села, а саме від злиття Бережниці та Бережонки які люди називали «вилами», а село, що стояло на «вилах», назвали Вилавче.

## Географія
Розташоване на правому березі р. Черемошу, у розвилці її приток Бережниці й Бережонки, за 27 км — від районного і 59 км — від обласного центру.

## Історія

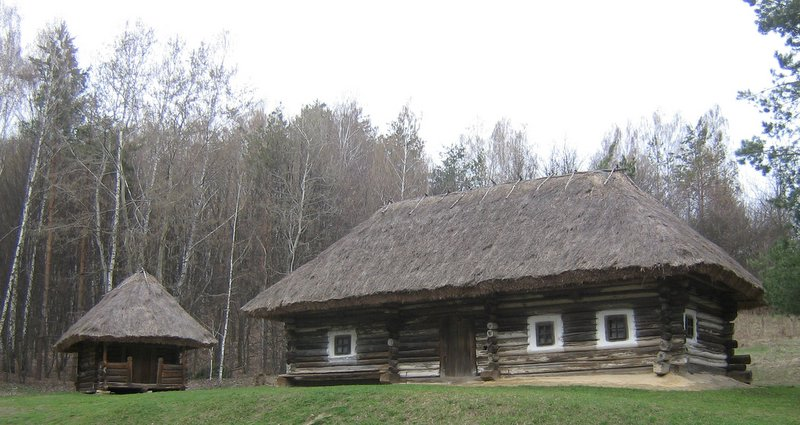
Селянська садиба 19 століття з села Коритне у музеї Пирогів

### Перші поселенці
В результаті археологічних досліджень виявлено, що перші поселення на території Коритного мають вік приблизно — тисяч років, а отже, існували в складі трипільської культури. Жили перші поселенці в хатах, заглиблених у землю до 1,2 м. Довжина їх була приблизно 17, а ширина — 8 м. У кожній з них були піч, лежанка, жертовник і невелике кругле вікно. Каркас печі робили з хмизу, а потім обліплювали глиною. Хати стояли колами довкола головного майдану. Тут проживав цілий рід.
Займалися жителі поселення здебільшого землеробством і скотарством, але поширені були також мисливство, збиральництво, гончарство, ткацтво. Сіяли близько 10 зернових культур, у тому числі жито, ячмінь, просо. При обробітку землі використовували мотику, яку робили з оленячих рогів, а збирали урожай за допомогою кремнієвих серпів. Інші знаряддя праці — скребачки, ножі, проколки, сокири, молотки виготовлялись з рогів тварин, кісток, каменю, а пізніше — з міді. Розводили свиней, кіз, овець, корів, волів, коней. Полювали на оленів, ведмедів, диких свиней, зайців, лисиць.
У кожній оселі тоді були зображення жінки. Це свідчить про те, що в той час ще тривав період матріархату. Виготовляли і жіночі прикраси — намисто, підвіски, браслети, персні, каблучки. Поселенці користувалися глиняним посудом і дерев'яними ложками. Напевно, у ті часи зародилися обряди, ритуали та релігійні вірування.
Про добу раннього заліза на території села майже нічого не відомо. Знаємо тільки, що металеві знаряддя, звісно, досить швидко витіснили кремнієві, кам'яні та дерев'яні; замість мотики почали використовувати плуг.
На місці села поселення існували також у період зарубинецької та черняхівської культури (ІІ ст. до н. е. — VI ст. н. е.). Про це свідчать знахідки в урочищі Луг і на правому березі р. Бережниця.

### Від Русі до Туреччини
У ІХ столітті тиверці (до яких належали і вилавчани) приєдналися до Київської Русі. Це доводять свідчення про те, що вони брали участь у походах київських князів на Візантію у 907 і 944 роках. Можливо, там був і хтось із жителів села.
Після розпаду Київської Русі Вилавче входить до Теребовлянського, з середини ХІІ століття — до Галицького, протягом кінця ХІІ — середини XIV століть — до Галицько-Волинського князівства.
Після нападу монголо-татар у 1240 році економічне становище села значно погіршилося. На часі монгольського правління на цих землях, що тривало протягом 1241-1349 років, відбувалося багато повстань, але всі вони зазнавали поразки.
У 1349 році, скориставшись віддаленістю Буковини від Золотої Орди, край захопила Угорщина. Її панування тривало десять років; у 1359 році Буковина увійшла до складу Молдовського князівства. Саме тоді у грамоті молдавського господаря, а саме 13 грудня 1433 року, вперше разом з Баниловом і Замостям документально згадується Вилавче.
Пригноблення посилилося, коли у 1514 році Молдавію підкорила Туреччина. До нашого часу дійшли легенди, що у селі жив брат Олекси Довбуша Іван і що сам Довбуш часто до нього навідувався. Завдяки цим легендам боротьба вилавчан проти гніту посилилася.
Налякавшись цього селянського руху, воєвода Григорій Гіка видав у 1766 році грамоту. В ній вказувалося, що:
- панщина встановлювалася 12 днями на рік;
- якщо кріпак не з'являвся на панщину, то мусив знайти собі заміну чи заплатити гроші;
- кріпак повинен був платити десятину за проживання на панській землі.

Оскільки норма роботи за день була дуже велика, то селянин витрачав значно більше часу на її виконання. Тим більше, що умов грамоти ніхто не дотримувався, але селяни могли, посилаючись на неї, вимагати зменшення феодальних повинностей.

### Австрійський період
Під час російсько-турецької війни 1768–1774 років, скориставшись невдалими для обох сторін обставинами, війська Австрії оволоділи Буковиною. 7 травня 1775 року було підписано австро-турецьку конвенцію про передачу Буковини Австрії.
Під час панування «австріяків», як їх називали в народі, економічне становище трохи покращилося. Але те, що пани ігнорували інтереси селян, підштовхнуло їх на повстання. Почувши 13 листопада 1848 року на ярмарку у Вижниці від Лук'яна Кобилиці, що можна самим обирати війтів та сільський уряд і взагалі не підкорятись панам, селяни збунтувалися. Через деякий час повстання припинилося. Є дані, що Лук'ян Кобилиця переховувався у Вилавчу. Австрійський уряд змушений був піти на поступки селянам і скасував кріпацтво.
У 1855 році найбагатшою людиною у селі був Андрій фон Гафенко. У Вилавчу, де мешкало тоді близько 3 000 осіб, мусила бути хоча би невелика школа. Її проінспектував у 1880-х роках Юрій Федькович.

### Румунський період
Перша світова війна стала важким ударом для села. Працездатне населення забрали до  румунського війська. Не було кому працювати. Мусили продати хліб поміщика, якого на той час не було в селі.
11 листопада 1918 року, після розпаду Австро-Угорщини Буковину, окупувала Румунія, а 1 січня 1919 року румунський король підписав декрет про включення Буковини до складу Румунії. В школах було введено вивчення румунської мови. Румунські можновладці були зацікавлені в хліборобських справах, тому в багатьох газетах публікувалися поради щодо обробітку землі.

### Радянський період
28 червня 1940 року Буковина була приєднана до СРСР і включена до складу УРСР. Відкривається семирічна школа, обирається сільська Рада. Та недовго тривало мирне життя…
22 червня 1941 року почалася німецько-радянська війна. Буковину захищав 17-й стрілецький корпус 12-ї армії. Однак через загрозу оточення він змушений був відступити, і 5 липня Вилавче зайняли частини 3-ї румунської армії. Окупація тривала майже 3 роки. 8 квітня 1944 року Вилавче визволила 24-та стрілецька дивізія 1-ї танкової армії 1-го Українського фронту. Розпочалася мобілізація. Було призвано 55 осіб. З них воювало на різних фронтах 43 чоловіки, а загинуло 21.
У 1946 році Вилавче перейменували в Коритне. У 1947—1948 роках було проведено колективізацію, внаслідок якої створено колгосп ім. В. І. Леніна, перейменований пізніше в «Пам'ять Ілліча». Вже під час незалежності його реорганізували в ТОВ «Світанок». У 1979 році збудовано нове приміщення школи. 1985 відкрита амбулаторія.

## Населення
Згідно з переписом УРСР 1989 року чисельність наявного населення села становила 2336 осіб, з яких 1088 чоловіків та 1248 жінок.
За переписом населення України 2001 року в селі мешкало 2395 осіб.

### Мова
Розподіл населення за рідною мовою за даними перепису 2001 року:
| Мова       | Відсоток |
| ---------- | -------- |
| українська | 99,84 %  |
| російська  | 0,12 %   |
| румунська  | 0,04 %   |

## Український період
У вересні 2014 року мешканці села збирають підписи за перехід громади до Київського патріархату — хочуть, щоб богослужіння велися українською мовою, а служби завершувались молитвами за українських військових, а не «братів, що воюють за Русь», активісти зібрали близько 1200 підписів односельців. Листа з підписами селяни мають намір надіслати односельцю-митрополиту Київському та всієї України УПЦ МП Онуфрію. 22 лютого 2015 року було започатковано будівництво храму святого князя  Володимира Великого. Прагнення вірян села Коритного на Вижниччині молитися в Українські церкві поступово втілюється в життя. Прихильники УПЦ КП вирішили побудувати новий храм, що буде підпорядковуватися Київському патріархатові.

## Відомі люди
- Колотило Василь Семенович (1908—1992) — український публіцист, громадсько-культурний діяч.
- Колотило Михайло — провідник Буковинського обласного проводу ОУН, православний священник.
- Лавр (Березовський) — єпископ УПЦ (МП).
- Марк (Андрюк) — єпископ УПЦ (МП).
- Ончул Петро Єпіфанович — оперний співак Донецького академічного театру опери та балету, професор Донецької державної консерваторії, заслужений артист України (1972), народний артист України (1980), секретар Спілки театральних діячів України.
- Онуфрій (Березовський) — митрополит Київський і всієї України, предстоятель УПЦ (МП).

- Бучко Жанна Іванівна — Народилася 3 вересня 1969 року в с. Коритне Вижницького району Чернівецької області. У 1986 р. вступила до Чернівецького держуніверситету ім. Ю.Федьковича на географічний факультет, який закінчила з відзнакою у 1991 році. Працювала в ЗОШ № 11 м. Чернівців, проектно-будівельному центрі «Промінь», а з 1992 року — на кафедрі географії і картографії України ЧНУ. З 1996 до 1999 рр. навчалася в аспірантурі цієї ж кафедри. З 1999 р. — асистент кафедри економічної географії. У 2002 році захистила кандидатську дисертацію на тему «Естетичні якості ландшафтів у контексті використання та збереження гуманістичного ресурсного потенціалу регіону». З лютого 2003 року — асистент, а з вересня 2003 року — доцент кафедри географії та менеджменту туризму.